# 伊莉莎白·波利赫羅尼亞德

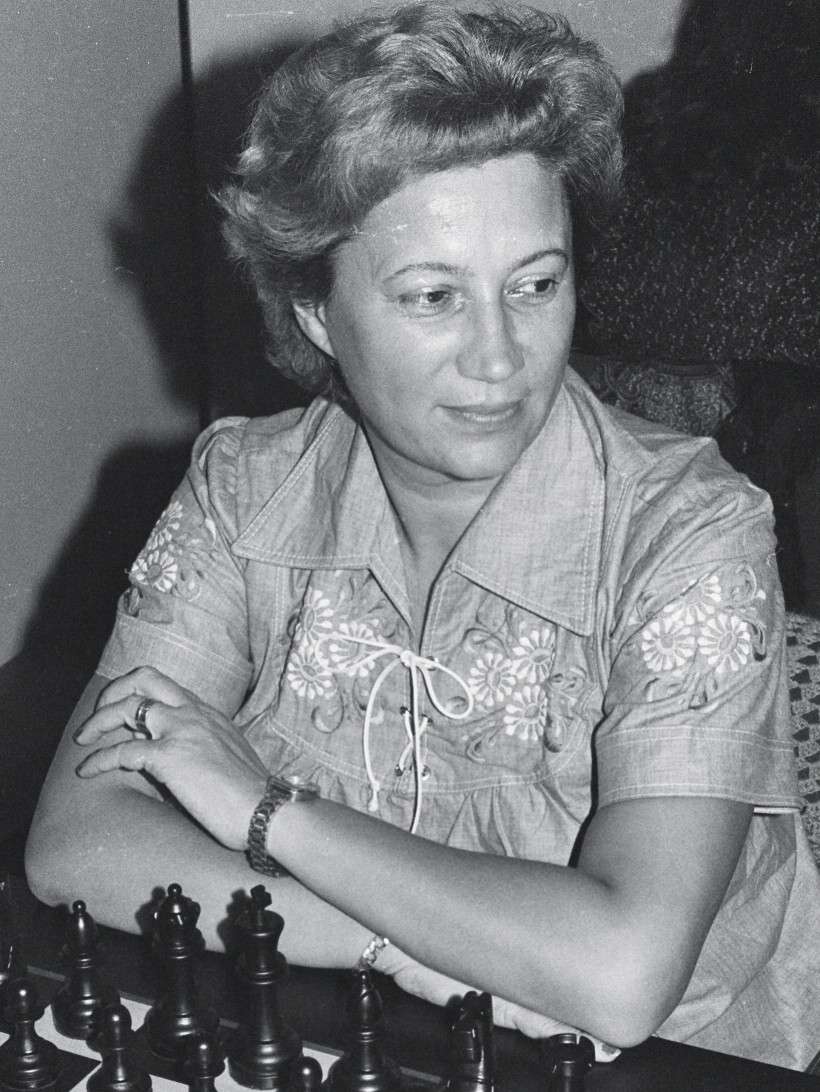
伊莉莎白·波利赫羅尼亞德，1979年攝於里約熱內盧

伊莉莎白·波利赫羅尼亞德（羅馬尼亞語發音：[elisaˈbeta polihroniˈade]，1935年4月24日—2016年1月23日）是一位羅馬尼亞的西洋棋選手，曾於1982年獲得西洋棋女子特级大師的頭銜，並擁有國際裁判員資格。她誕生於布加勒斯特。
她曾於1966年、1970年、1971年、1972年、1975年、1976年及1977年七度贏得羅馬尼亞國際象棋錦標賽女子冠軍，也從1966年起十次代表羅馬尼亞參加女子國際象棋奧林匹克賽。
此外，波利赫羅尼亞德也擔任過記者與播報員的工作，主持有關當代文化的廣播節目。

## 著名賽事
- Valentina Kozlovskaya vs Elisabeta Polihroniade, 3rd olw final 1966, Modern Defense (A42), 0-1 （页面存档备份，存于）
- Elisabeta Polihroniade vs Leonid Shamkovich, Cup World (open) 1989, Sicilian Defense (B43), 1-0 （页面存档备份，存于）

## 外部連結
- 伊莉莎白·波利赫羅尼亞德的国际棋联等级分卡
- 伊莉莎白·波利赫羅尼亞德－在ChessGames.com的棋手檔案
- 伊莉莎白·波利赫羅尼亞德在365Chess.com （页面存档备份，存于）